# فلات آتشفشانی

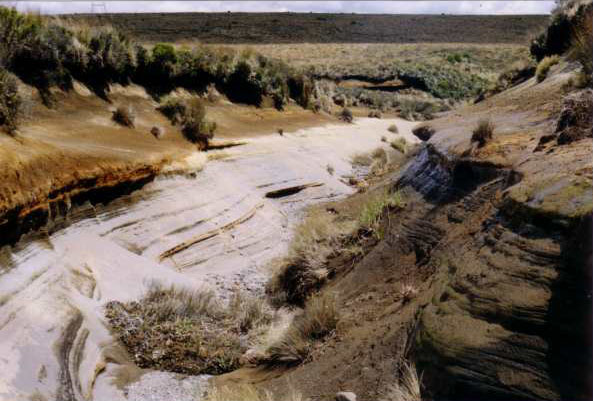
بیابان رنگیپو در فلات آتشفشانی جزیره شمالی نیوزیلند. لایه‌های متعدد آذرآوار در عکس دیده می‌شود.

فلات آتشفشانی نوعی فلات است که بر اثر فعالیت‌های آتشفشانی پدید آمده‌است. دو نوع اصلی فلات آتشفشانی وجود دارد: فلات‌های گدازه‌ای و فلات‌های آذرآواری.

## فلات گدازه‌ای

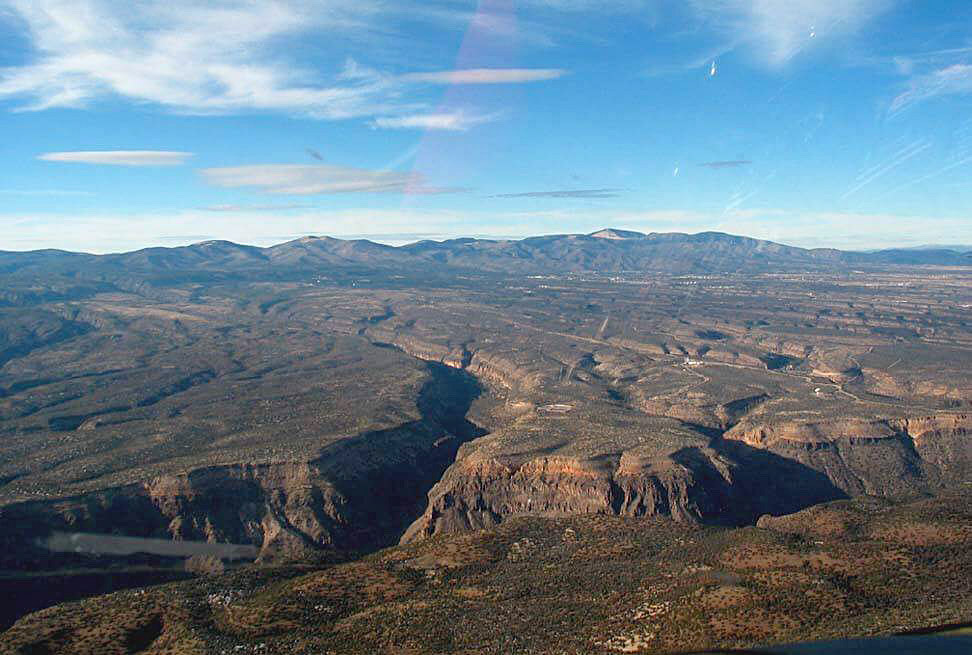
فلات پاراجیتو در نیومکزیکو، ایالات متحده، نمونه‌ای از یک فلات آتشفشانی است.

فلات‌های گدازه‌ای از جریان‌های بسیار سیّال گدازه‌های بازالتی طی فوران‌های مداوم و متعدد آتشفشانی و از طریق منافذ و مجراهای متعدد و بدون فوران‌های انفجاری شدید (فوران‌های خاموش) تشکیل می‌شوند. این نوع فوران‌ها را به دلیل به‌دلیل گرانروی پایین گدازه، فوران خاموش، آرام یا بی‌صدا می‌نامند؛ در نتیجه گدازه بسیار سیّال و مقدار گازهای به‌دام‌افتاده در آن کم است. جریان‌های ورقه‌ای گدازه ناشی از این نوع فوران‌ها ممکن است از شیارهای خطی یا کافت‌ها یا فوران‌های عظیم آتشفشانی از طریق مجراهای متعدد از زمین خارج شود. جریان‌های پی‌درپی و گسترده گدازه، چشم‌اندازهای اولیه در سطح زمین را پوشانده و سرانجام می‌تواند فلاتی را تشکیل دهد که شامل میدان گدازه، مخروط خاکستر، آتشفشان سپری و دیگر زمین‌چهرهای آتشفشانی باشد.
آتشفشان سپری کوه لول در شمال بریتیش کلمبیای کانادا که پهنه‌ای به مساحت ۱٬۸۰۰ کیلومترمربع و حجم ۸۶۰ کیلومتر مکعب را می‌پوشاند، نمونه‌ای از فلات‌های گدازه‌ای است.

## فلات آذرآواری
فلات‌های آذرآواری بر اثر جریان‌های آذرآواری بزرگ تشکیل شده و در زیر آن سنگ‌های آذرآواری شامل آگلومرا، تفرا و خاکسترهای آتشفشانی قرار دارد که با فرایند سیمانی‌شدن به توف، مافیک یا فلسیک تبدیل می‌شوند.
فلات آتشفشانی جزیره شمالی در نیوزیلند نمونه‌ای از فلات‌های آذرآواری به‌شمار می‌رود.